# Nereis abyssicola
Nereis abyssicola är en ringmaskart som först beskrevs av Horst 1924.  Nereis abyssicola ingår i släktet Nereis och familjen Nereididae. Inga underarter finns listade i Catalogue of Life.